# 威穆帝
威穆帝（いぼくてい、ベトナム語: Uy Mục Đế）は、後黎朝大越の第8代皇帝（在位：1505年 - 1510年）。名は黎 誼（れい ぎ、ベトナム語: Lê Nghị）または黎 濬（れい しゅん、ベトナム語: Lê Tuấn）。

## 生涯
憲宗の次男。弟の粛宗の死後即位したが、酒色に溺れて暴政をほしいままにした。母の昭仁皇后の兄弟である阮種・阮伯勝を重用して自身の即位に反対した祖母の徽嘉皇太后や朝臣・宗族を多く殺した。明から冊封使として訪れた許天錫は威穆帝を「鬼王」と評した。
威穆帝の残忍な統治は多くの人心に反感を引き起こした。威穆帝に投獄されていた従弟の簡修公黎晭（聖宗の子の建王黎鑌の子）は獄吏に賄賂を渡して脱獄、清化に逃走し、そこで兵を挙げた。端慶5年（1509年）11月に反乱軍は都昇龍に迫ると、威穆帝は逃亡した。その後黎晭に捕まり鴆毒を飲んで死んだとも（『大越史記全書』）、逃亡中に殺されたとも言われている。威穆帝に一族を殺されていた黎晭は大砲でその屍を粉々にし、愍厲公に落とした。
清化出身の軍人の支持を得た黎晭（襄翼帝）が代わって即位した。